# Kati Outinen
Anna Katriina "Kati" Outinen, född 17 augusti 1961 i Helsingfors, är en finländsk skådespelare.

## Biografi
Outinen är framför allt känd från Aki Kaurismäkis filmer. Hon har medverkat bland annat i filmerna Skuggor i paradiset (1986), Flickan från tändsticksfabriken (1990), Mannen utan minne (2002), Moln på drift (1996) och Populärmusik från Vittula 2004. För rollen som Irma i Mannen utan minne vann Outinen bästa kvinnliga skådespelare vid filmfestivalen i Cannes år 2002. År 2005 tilldelades hon Pro Finlandia-medaljen.

## Teater

### Roller (ej komplett)
| År   | Roll  | Produktion          | Regi         | Teater      |
| ---- | ----- | ------------------- | ------------ | ----------- |
| 2015 | Sorin | Måsen Anton Tjechov | Åsa Salvesen | Teater Mars |